# Julius Zeyer
Julius Zeyer (26. duben 1841 Praha – 29. ledna 1901 Praha) byl český prozaik, dramatik a básník, přední představitel lumírovské generace. Rovněž je označován za jednoho z nejvýraznějších českých novoromantiků či předchůdce dekadentů. Jeho bratrem byl novorenesanční architekt Jan Zeyer z generace Národního divadla.
Náměty čerpal nejčastěji z dávné historie, mytologie, bájí a pověstí, a to nejen českých, ale i evropských – především starogermánských, starorománských a slovanských. Jeho poezie je převážně epická a má často nostalgický ráz. Ve svém literárním díle, ať už se jedná o prózu či poezii, si vysnil vlastní svět, který měl s realitou jen málo společného. Tento fiktivní svět byl i se svými hodnotami a pravidly pravým opakem tehdejšího provinciálního českého maloměšťáctví, se kterým přicházel Zeyer denně do styku a které tolik nenáviděl. Mnohdy odrážel hlubokou krizi citlivého idealisty v pragmaticky založené měšťácké společnosti. „Protiklady a vztahy naděje a zklamání, smyslového okouzlení a touhy překonat niternou myšlenkovou pomíjivost tohoto okouzlení tvoří dominantu celého Zeyerova díla.“

## Mládí

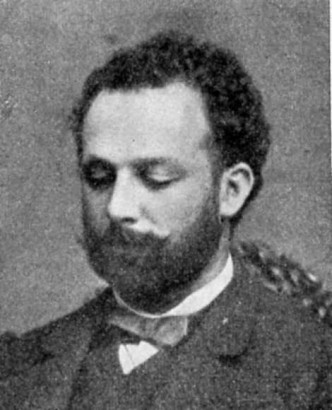
Básníkův bratr architekt Jan Zeyer (1847–1903)

Julius Zeyer se narodil jako čtvrté ze sedmi dětí v rodině pražského tesaře Johana Zeyera (* 1804) a jeho ženy Eleonory Alžběty (* 1811) rozené Weisseles Otec Julia Zeyera Johann pocházel z Prahy a byl česko-německé národnosti, původ ve zchudlé francouzské šlechtické rodině šířil až Julius Zeyer a přesvědčivě je vyvrátili rodopisci Bohumír Lifka a Vlastimil Holejšovský. Juliův dědeček a jeho bratr byli příslušníky šesté generace německých tesařů z Württemberska. Dědeček se oženil s Češkou Barbarou Železnou, babičkou Julia Zeyera. Matka Eleonora pocházela z židovsko-německé pražské rodiny Weisselesů, až před sňatkem se dala pokřtít. Česky se Julius naučil od české chůvy. Juliův otec Jan Zeyer byl stejně jako dědeček vyučený tesařem a vypracoval se na úspěšného podnikatele, majitele pily a velkoobchodníka s dřívím, se sídlem v novoměstském domě se sklady čp.1309/II. Po jeho předčasné smrti se vedení podniku ujala vdova Eleonora a svého syna Julia připravovala na budoucí převzetí rodinné firmy, protože sama hospodařit neuměla a nejstarší syn Emilian si zvolil vojenskou kariéru. Julius se vyučil ve Vídni tesařem Studoval sice reálku a poté na staroměstském piaristickém gymnáziu u maturity propadl z matematiky, ještě v letech 1859–1861 se pokoušel o studium architektury na České technice, kterou vystudoval jeho mladší bratr Jan Zeyer, ale neuspěl. Jako jediný z dětí zůstal s matkou a vypomáhal jí v závodě. Ve svých jedenadvaceti letech odešel na tovaryšskou cestu nejprve do tesařské dílny ve Vídni a následně procestoval Německo, Švýcarsko a Francii, kde se místo tesařině věnoval studiu literatury, filosofie a hlavně mytologie (především keltské). Po návratu domů se matka Eleonora rozhodla podporovat svého milovaného syna v jeho literární kariéře, po které on sám již léta toužil. Takto zajištěn nemusel mít obavy, že by se psaním neuživil. Julius Zeyer se na filozofické fakultě zapsal na přednášky z estetiky, filologie, filosofie, starověké kultury, které však navštěvoval soukromě. Intenzívně se také věnoval studiu jazyků: mluvil německy, naučil se aktivně anglicky, francouzsky, italsky, španělsky a rusky. Osvojil si také základy sanskrtu, koptštiny a hebrejštiny.

## Spisovatel, básník, dramatik
Debutoval v časopise Paleček pod svým jménem povídkou Krásné zoubky (1873). V témže roce vydal úspěšnou novelu Duhový pták a díky stálé podpoře Josefa Václava Sládka se stal kmenovým autorem časopisu Lumír, v němž otiskoval většinu prací před jejich knižním vydáním. Skutečně uznávaným autorem se stal po vydání historického románu Ondřej Černyšev (knižně 1876, v předešlém roce vycházel na pokračování v Lumíru). Mezi dalšími zájmy se obrátil k magii a okultismu, navštěvoval i zednářskou společnost martinistů. Zeyer obdivoval středověké ideály, hrdiny a staré cestopisy, které se staly častou inspirací v jeho další tvorbě. V hrdinském eposu ve verších je Olgerd Gejštor z roku 1868, litevský rytíř přicestoval na Pražský hrad a vzplál láskou k české královně Anně Jagellonské. Řešil v něm i otázku morálky:Největší zbraní nevolníků je zrada.
Další náměty uvedla např. Maeldunova výprava (1896), nebo Kronika o svatém Brandanu (1886), v níž zpracovává život irského apoštola svatého Patrika. V díle V soumraku bohů (1898) se objevilo téma zápasu dohasínajícího pohanství, jeho řádů, zvyků a rituálů s počínajícím křesťanstvím, přinášejícím nové hodnoty a postoje – zejména odpuštění hříchů a soucit. Středověkou tematiku nalezneme i v Románu o věrném přátelství Amise a Amila, kde Zeyer zobrazil kontrast křesťanského světa, reprezentovaného rytířskou Francií, a pohanského severu, zastoupeného Islandem a tamními valkýrami.
Zeyer se snažil prosadit také v divadle. Drama jako „strhující jevištní báseň“ považoval za vrchol literárního snažení, ale jeho dramatická tvorba připomínala ze všeho nejvíce lyrickoepické básně, určené k inscenování. Jednalo se o díla často literárně krásná, ale pro divadelní provedení nevhodná. Tak vznikla hra Sulamit (1885), ale také inscenace inspirované náměty z českých dějin, které měly být rovnocenným doplňkem jeho české epopeje. Zeyer proto vybíral především klíčové momenty české historie, mezníky, které vedly k dovršení minulosti a předestření budoucnosti. Např. Neklan (1893) nebo Šárka (1906), Libušin hněv. Nejlepší a nejznámější hrou Julia Zeyera je Radúz a Mahulena (1898), která se hraje dodnes a v roce 1970 byla zfilmována s Janem Třískou a Magdou Vášáryovou v hlavních rolích (režie Petr Weigl). Julius Zeyer celý život velmi trpěl tím, že neměl na divadle příliš velké úspěchy. Tento fakt byl i důvodem rozpadu jeho přátelství s Jaroslavem Vrchlickým, který byl jako dramatik mnohem známější. Zeyerovo dramatické dílo ale často lákalo hudebníky: k Radúzovi a Mahuleně a legendě Pod jabloní složil hudbu Josef Suk, Leoš Janáček si zase zvolil Šárku jako libreto pro svou první stejnojmennou operu a na libreto podle povídky „Kunálovy oči“ složil operu Otakar Ostrčil.
Největším románem Julia Zeyera je autobiograficky laděné dílo Jan Maria Plojhar (1891), v němž se také poprvé výrazněji objevují prvky mesianismu, kdy Zeyer přirovnává osudy české země ke Kristovu utrpení. Téma mesianismu rozvinul silněji také v povídkovém triptychu Tři legendy o krucifixu (vydaném posmrtně v roce 1906). Nejvýraznější skladbou ze závěru Zeyerovy tvorby jsou Troje paměti Víta Choráze (posmrtně 1905), rovněž autobiograficky laděné dílo s výrazně dekadentními rysy, vypovídající o překonání těžké krize nalezením životního poslání (zde stavba venkovského kostelíka) a přimknutím se ke Kristu a kontinuitě prostých lidí. (náznaky dekadence se objevují již u Jana Marii Plojhara a u díla Dům U tonoucí hvězdy (1897)).
V jeho díle se také často objevuje motiv silného citového přátelství mezi muži (např. Román o věrném přátelství Amise a Amila) a až eroticky laděné popisy krásy mladých mužů (např. báseň „Vyšehrad“, úvod Ondřeje Černyševa nebo postava Inulta ze Tří legend o krucifixu). Na základě těchto faktů a pečlivého rozboru jeho díla došla řada literárních vědců a historiků k závěru, že Julius Zeyer byl s největší pravděpodobností homosexuální či snad bisexuální. Této teorii nasvědčuje i Zeyerova osobní korespondence, v níž se opakovaně zmiňuje o jakémsi svém velkém a strašném tajemství, o svých pocitech osamělosti, smutku a vyděděnosti ze společnosti. Pravdou také je, že se nikdy neoženil a není ani známo, že by měl vážný partnerský vztah se ženou. Mezi jeho velmi blízké přátele však patřilo několik žen, s nimiž si velmi dobře rozuměl, a to Anna Marie Stoneová, slečna Kershawová, Zdenka Braunerová, sestry Kalašovy, Karla Heinrichová nebo Anna Lauermannová Mikschová.

## Cestovatel
Zeyer byl veliký cestovatel. V roce 1873 odcestoval za přítelem prof. Aloisem Kašparem do Ruska, kde působil v Petrohradu jako vychovatel u šlechtické rodiny Valujevových, s níž odjel do Bavorska. Do Čech se vrátil na matčino naléhání o rok později. S J. V. Sládkem podnikl cestu do Skandinávie. Později procestoval také Nizozemsko, Belgii, Španělsko, Polsko, v roce 1880 opět Rusko (zde se ocitl opět jako vychovatel, tentokrát v Simferopolu), matka opět naléhala na jeho návrat, 28. března 1881 dostal telegram o její smrti a vrátil se o měsíc později. Dále navštívil Slovinsko, Chorvatsko, roku 1884 jižní Itálii a Afriku (Tunis), dále pak Řecko, Turecko a Francii, roku 1889 byl na Kavkaze, a v dalších zemích. Roku 1892 obdržel Náprstkovu peněžitou cenu za tragédii Neklan a odjel potřetí do Ruska: cestoval přes Kyjev na Krym na Kavkaz, vystoupal na Ararat a navštívil Jerevan. Naposledy cestoval na východ do Ruska roku 1899.
Některé exotické země, které ani reálně nenavštívil, se pro něj staly tvůrčí inspirací – Japonsko pro román Gompači a Komurasaki. Román však není poučným či popisným. Naopak, příběh je v podstatě legendou o původu hrobu dvou milenců v tokijském Meguru. K Japonsku se vztahuje také drama Lásky div. Čína se objevuje v eposu Zrada v domě Han (1881) či v dramatu Bratři (1882), Indie v povídce „Kunálovy oči“ (1896), Egypt v povídce „Asenat“ (1896) a Island v již zmíněném V soumraku bohů (1898). Z cizích kultur si pro svou tvorbu vybíral jen to, co odpovídalo jeho osobní představě o kráse, ušlechtilosti a estetičnosti. Mýty a legendy těchto různých zemí tak přetvářel k obrazu svému. V souvislosti s těmito náměty se u něj hovoří o tzv. obnovených obrazech. Obnovené obrazy jsou názvem tří svazků Zeyerových próz vydaných v letech 1894, 1896, 1898. Spočívají v inspiraci starou látkou, která je však nahlížena novým prizmatem obraznosti a citovosti. Nejvíc ve svém životě cestoval v době, kdy byl vychovatelem, nejprve synů generála Popova na Krymu (1881) a dále u hraběte Jana Harracha (1882).

## Sběratel
Julius Zeyer po celý život sbíral starožitnosti a další památky výtvarného umění, které shromažďoval jednak ve své pražské vile v Horní Liboci (bydlel v Libocké ulici proti ohradní zdi obory Hvězda). Zdědil, ale především sám nakupoval nábytek a další zařízení interiéru, originály soch, obrazů a klenoty, zajímavá byla jeho sbírka šperků. Dále sbíral sádrové odlitky slavných středověkých či renesančních artefaktů, zejména krucifixy a madony. Na cestách kupoval drobná exotická díla mimoevropského původu, devocionálie a nádobí, zejména ze Středního Východu Dálného Východu, na kterých ho přitahovala mystika. Sbíral jednak jako dealer Náprstkova muzea i pro sebe, kolekce evropské provenience zčásti přešla do Národního muzea, exotika jsou uchovávána v Náprstkově muzeu, lidové umění v Národopisném muzeu a ostatní evropské předměty v Historickém muzeu. Další soubor se dostal do Městského muzea a galerie ve Vodňanech.

## Závěr života
Život Julia Zeyera byl vyplněn tvorbou, cestováním i čilým společenským životem. Býval hostem salónu Anny Lauermannové-Mikschové, jež byla jeho obdivovatelkou a ctitelkou. Často také docházel do společnosti soustředěné kolem kulturního organizátora Vojtěcha Náprstka či do salónu Augusty Braunerové, s jejíž dcerou – malířkou Zdenkou Braunerovou navázal blízký vztah.
Julius Zeyer byl v osobním životě velmi komplikovaný člověk. Svými přáteli byl označován za člověka něžného a křehkého. Z jeho korespondence víme, že po celý život trpěl depresemi a úzkostnými stavy. Jak již bylo uvedeno výše, někteří autoři z různých indicií dovozují jeho homosexualitu nebo přinejmenším „homoerotickou konstelaci“, což bylo v té době společensky zcela nepřijatelné. Velmi také trpěl celoživotní osamělostí a dost přecitlivěle reagoval na nepříznivé kritiky svého díla a malý zájem čtenářů.
S matkou Zeyer bydlel dlouhá léta na Novém Městě v Havlíčkově ulici, protože naproti u nádraží bývala pila a sklad dřeva jejich firmy. Dále bydleli v novostavbě Hlávkova nadačního domu čp. 736/II ve Vodičkově ulici (se zahradou a průchodem do Jungmannovy ulice), než si dali postavit vilu v Liboci, v Libocké ulici 16 v zahradě, s výhledem na libocký kostel a proti ohradní zdi obory Hvězda. Poslední léta života prožil ve Vodňanech (1887 - 1899) a v samém závěru se uchýlil k blízkému příteli a mecenáši Josefu Hlávkovi a Zdeně Hlávkové na jejich zámek v Lužanech. Pobýval také v Praze v domě čp. 1829/II na rohu Legerovy a Rumunské ulice u své sestry Heleny Jungfeldové (*1840), u níž zemřel 29. ledna 1901 po těžké srdeční nemoci. Ačkoliv si přál být pohřben na lesním hřbitově v Lomci u Vodňan, byl jako první pochován na Slavíně, kam bylo tělo uloženo 31. ledna 1901.

## Dílo

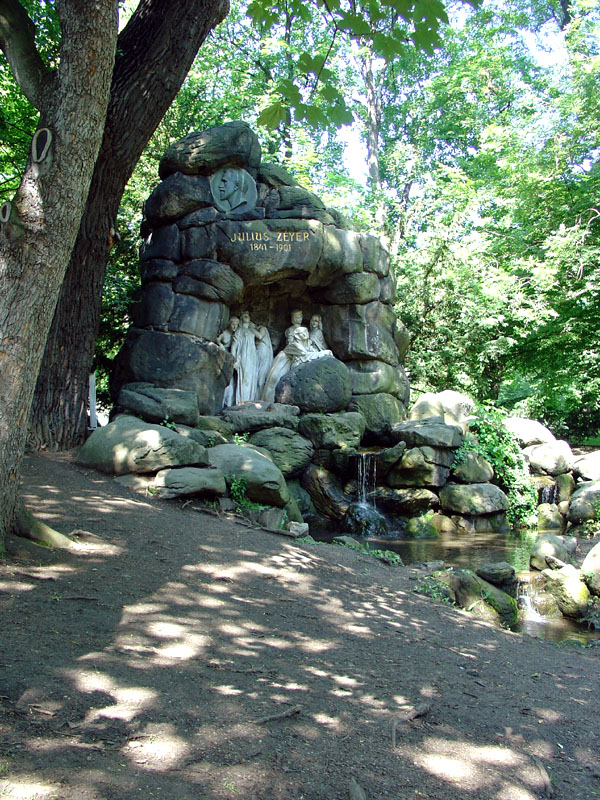
Památník Julia Zeyera v Chotkových sadech v Praze

### Próza
- Duhový pták (1873) – raná povídka, napsaná v Petrohradu, zaslaná jeho bratrovi, který ji dal otisknout v časopise Lumír, a tím pádem s ním byl spojen.[24]
- Jeho svět a její (1874) – novela o nerovném sňatku [25]
- Miss Olympia (1874) – novela o nerovném sňatku, velmi empatické verše [25]
- Ondřej Černyšev (1876) – historický román z cizího prostředí, na pozadí doby vlády Kateřiny Veliké v Rusku je vykreslen osud mladého snílka plného ideálů, konflikt milostného citu s mocenskými ambicemi spojenými s nadosobním posláním (odpovědnost k národu a zemi).[26]
- Xaver (1876) – silně melancholická novela o ctnostném mladém muži [27]
- Darija (1879) – povídka inspirovaná dílem Fjodora Michajloviče Dostojevského [28]
- Teréza Manfredi (1879) – povídka původně otištěna v časopisu Lumír, ke kterému měl srdeční vztah. Povídka o lásce a vnitřních emocích až posedlostí.[24]
- Kruh epických básní (1880) – básnická epika [29]
- Donato a Sismonda (1880) – romantická povídka [28]
- Román o věrném přátelství Amise a Amila (1880) – román na motivy starofrancouzské chanson de geste Amis a Amil.
- Báje Šošany (1880) – sbírka tří novel, které čerpají z mytologie tří světových říší: z židovského ghetta ve Frankfurtu nad Mohanem[30], z Egypta faraóna Menke-Ra a z Indie.[31]
- Blaho v zahradě kvetoucích broskví (1882) – povídka s duchovní tematikou o minulém životě [24]
- Fantastické povídky (1882) – čtyři povídky s přesahem do iracionálna. Povídka Z papíru na kornouty se hlásí jako text nalezeného dávného rukopisu, v němž oživlý mnich z obrazu předčítá z rodinné kroniky. V novele Na pomezí cizích světů se líčí dědičná záliba v okultismu.
- Dobrodružství Madrány (1878 v Lumíru, 1882 knižně) – román
- Grizelda (1883) – lyricko-epická povídka
- Gompači a Komurasaki (1884) – příběh podle starých japonských pověstí
- Rokoko (1885 v Lumíru, 1887 knižně) – povídka z českého maloměsta 18. stol., netypická humorem a ironickým nadhledem
- Jan Maria Plojhar (1891 ) – román s autobiografickými prvky. Objevuje se zde výjimečný hrdina, je zklamán společností. Prožije sérii ztrát (ztráta domova, vlasteneckého sebevědomí, smrt matky), které ho vedou k odchodu do Itálie. Nakonec umírá spolu s dívkou, která si volí dobrovolnou smrt po jeho boku.[32]
- Stratonika a jiné povídky (1892)
- Tři legendy o krucifixu (1895)[33] – tři samostatné legendy („Inultus“, „El Christo de la Luz“, „Samko pták“), které spojuje náboženská tematika a krucifix (kříž s ukřižovaným Ježíšem Kristem). Legendy vypovídají o různých projevech mučednictví a s ním spojeného zázraku.
- Amparo a jiné povídky (1896) – šest povídek publikovaných časopisecky v Lumíru: „Zrada v domě Han“ (1881), „Píseň za vlahé noci“ (1885), „Amparo“, „Kunálovy oči“ (obě 1892), „Asenat“, Ištar (obě 1895); později jako Obnovené obrazy. II, Amparo a jiné povídky (1906); zařazeny i povídky „Rustem a Sohrab“ (1898 v Květech) a „O velkém bolu boha Izanagi“ (1891 v Lumíru; 1892 v souboru Stratonika a jiné povídky)
- Maeldunova výprava (1896) – vyprávění dle starých irských legend
- V soumraku bohů (1898) – převyprávění staroisladských ság
- Troje paměti Víta Choráze (1899 v Lumíru) – rozsáhlá básnická poéma, rozdělená na tři části
- Dům U tonoucí hvězdy – Hlavním hrdinou je český lékař působící v Paříži, který obdivuje dům U Tonoucí hvězdy. Poté se v nemocnici setká s Slovákem Rojkem. Novela končí tragicky – dům vzplane a uhoří v něm hrdina Rojko a obyvatelky – stařeny z „klece tří pomatených“. Je zde líčena beznaděj, souchotiny. Celá novela je ponurá a mystická, předkládá téma ohrožení civilizace na Zemi.
- Pohádka o dobrém careviči Evstafovi (1900)

### Poezie
- Vyšehrad (1880) – pokus o národní epos – cyklus básní; snaha předvést velikost české minulosti
- Kronika o svatém Brandanu (1884) knižně 1886) – epická báseň o irském knězi [34]
- Poezie (1884) – lyrika
- Ossianův návrat (1885, Světozor) – keltské motivy
- Olgerd Gejštor (1886) – epos o tragické lásce litevského rytíře ke královně Anně Jagellonské[35][36]
- Z letopisů lásky (1889–1892) – sedm příběhů [37]
- Čechův příchod (1886) – z mytické historie Čech[38]
- Karolinská epopeja (1896) – rozsáhlý cyklus básní psaný blankversem, středověké téma čerpající ze starofrancouzské epiky o Karlu Velikém a jeho rytířích [39]
- Zahrada Mariánská (1897–1898 v Novém životě) [40]
- Nové básně (1907) – ohlasy litevských lidových písní
- Zpěv o pomstě za Igora (1882) – ohlas staroruské epiky
- Pod jabloní (1899?) – andělská legenda, otištěná až těsně před Zeyerovou smrtí, in:Život 1900–1901, dostupné online  Archivováno 20. 6. 2020 na Wayback Machine.

### Divadelní hry
- Bratří (1882) – komedie
- Stará historie (1882) – komedie[41]
- Sulamit (1884) – drama ve verších, biblický motiv krále Šalamouna[41]
- Legenda z Erinu (1886) – inspirace keltskou mytologií, tragédie
- Libušin hněv (1887) – předání vlády po Krokově smrti jako naplnění věštby
- Šárka (1887) – konec vlády pohanských kněžek a nástup mužské vlády[41]
- Lásky div (1888) – komedie z exotického knížecího dvora, použita pro stejnojmennou operu z roku 1943
- Doňa Sanča (1889) – drama španělské princezny, o zklamané lásce a krvavé pomstě
- Neklan (1893) – tragédie o pěti dějstvích; z období mocenských bojů Přemyslovců o knížecí stolec a první pronikání křesťanství[42]
- Příchod ženichův (1896)
- Radúz a Mahulena (1898) – pohádkové drama, scénickou hudbu ke hře zkomponoval Josef Suk[42]
- Z dob růžového jitra (1899)
- Pod jabloní (1900) – mystická legenda na motivy srbské pohádky, scénickou hudbu opět zkomponoval Josef Suk

### Knižní edice korespondence
- Dopisy Julia Zeyera Karle Heinrichové – vypravil. Praha: Česká grafická Unie, 1924
- Julius Zeyer, Listy třem přátelům: paní Zdeňce Hlávkové, Otakaru Červenému a Janu Voborníkovi. Vydal Jan Voborník. Praha: Fr. Borový 1938
- Přátelství básníka a malířky – Vzájemná korespondence Julia Zeyera a Zdenky Braunerové. Praha: Vyšehrad 1941
- Básník a sochař: dopisy Julia Zeyera a Františka Bílka z let 1896–1901. Vydal J. Marek. Praha 1948

### Pozůstalost
- Literární pozůstalost, korespondence a obrazový materiál byly postupně nasbírány z různých fondů dary a koupěmi do Památníku národního písemnictví v Praze, kam se dostala i korespondence z archivu Akademie věd ČR. Fond Julia Zeyera čítá 30 kartónů zhruba z let 1841–1951 a v úplnosti jej dosud nikdo nezpracoval.
- Archiv Náprstkova muzea, fond Julius Zeyer (2 kartóny)

## Zeyerova alej

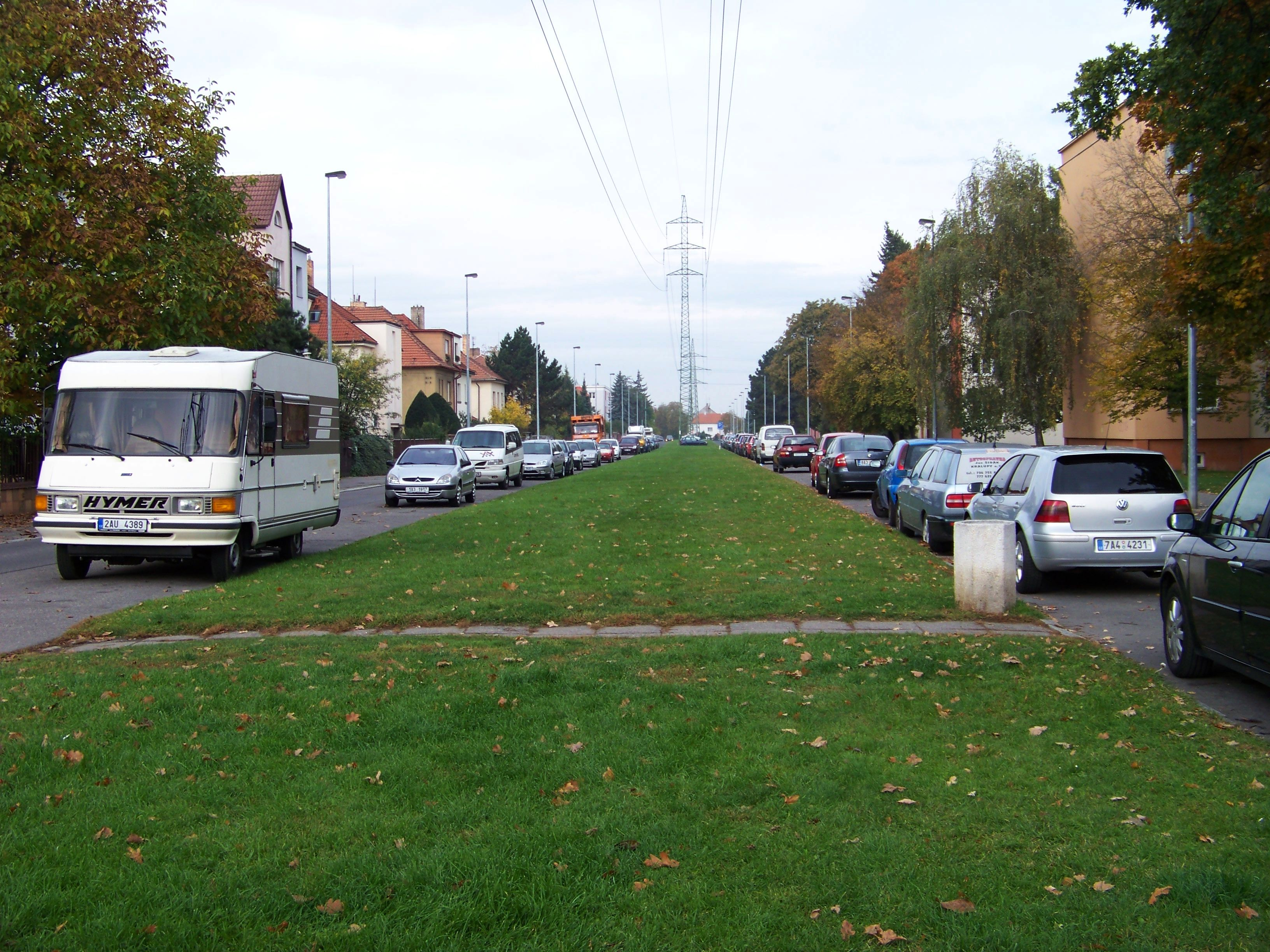
Zeyerova alej, pohled od ulice Na Klášterním

V roce 1878 se Julius Zeyer se svou matkou nastěhoval do velké vily se zahradou v Libocké ulici 16 (čp.261). Při návštěvách letohrádku Hvězda či kostela sv. Markéty v Břevnově procházel po cestě alejí. Z této aleje zbyly až do sklonku 20. století tři třešně, které byly později také odstraněny. Dnes je to široká silnice lemovaná vilami a nazvaná Zeyerova alej. Z původní aleje zůstal jen travnatý pás uprostřed a litinová Boží muka na křižovatce; místo stromů byla alej v 50. letech osazena sloupy vysokého napětí.